# Ліляна Прайзович
Ліляна Прайзович (Белград, 10 березня  1958 — Белград, 14 січня 2001) — сербська письменниця, редакторка і популяризаторка художньої літератури. Її найважливішим твором є роман-казка «Княжич і північний вітер» 1994 року.

## Життєпис
Ліляна Прайзович була економісткою за фахом і працювала чиновницею у Белграді. З середини 1980-х публікує оповідання в періодичних виданнях, деякі з яких увійшли до антологій і добірок сербської фантастики. За її життя вийшов один роман.
З 1983 року вона була членкинею Товариства шанувальників фентезі «Лазар Комарчич», а з 2000 року — Сербського товариства наукової фантастики. У період 1990—1991 рр. була редакторкою журналу «Емітор». Подекуди підписували її шлюбним прізвищем: Тодорович.